# Xenorma australis
Xenorma australis är en fjärilsart som beskrevs av Louis Beethoven Prout 1918. Xenorma australis ingår i släktet Xenorma och familjen tandspinnare. Inga underarter finns listade i Catalogue of Life.